# حبیب شریفی
حبیب شریفی (فارسی: حبیب شریفی؛ زادهٔ ) یک بازیکن فوتبال اهل ایران بود.
وی همچنین در تیم ملی فوتبال ایران بازی کرده است.